# Leo G. Carroll

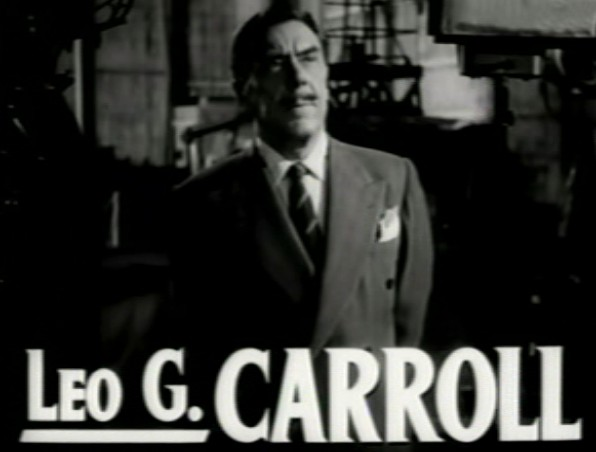
Leo G. Carroll i trailern till filmen Illusionernas stad från 1952.

Leo Gratten Carroll, född 25 oktober 1886 i Weedon Bec (normalt endast kallat Weedon) i Northamptonshire, död 16 oktober 1972 i Hollywood i Los Angeles i Kalifornien, var en brittisk skådespelare.

## Biografi
Carroll tjänstgjorde i brittiska armén under första världskriget.
Carroll medverkade i över 70 film och tv-produktioner. Han hade roller i några av Alfred Hitchcocks filmer, och hade en större roll i tv-serien Mannen från UNCLE där han spelade den hemliga spionorganisationens chef Alexander Waverly. Carroll spelade ofta auktoritetsfigurer som läkare eller olika tjänstemän.

## Filmografi i urval
- 1934 – Lågor i dunklet
- 1939 – Svindlande höjder
- 1939 – Den blodiga borgen
- 1940 – Rebecca
- 1941 – Illdåd planeras
- 1945 – Huset vid 92:dra gatan
- 1945 – Trollbunden
- 1947 – En kvinnas hemlighet
- 1947 – Du är mitt allt
- 1950 – Brudens fader
- 1951 – Främlingar på tåg
- 1951 – Rommel - ökenräven
- 1952 – Illusionernas stad
- 1952 – Snön på Kilimanjaro
- 1955 – Trasiga änglar
- 1956 – Svanen
- 1959 – I sista minuten
- 1963 – Jagad av agenter
- 1964–1968 – Mannen från UNCLE (TV-serie)

## Teater

### Roller
| År   | Roll        | Produktion                  | Regi             | Teater                       |
| ---- | ----------- | --------------------------- | ---------------- | ---------------------------- |
| 1951 | Milo Alcott | Lo and Behold! John Patrick | Burgess Meredith | Booth Theatre, New York, USA |